# Flabelligera diplochaitus
Flabelligera diplochaitus é uma espécie de anelídeo pertencente à família Flabelligeridae.
A autoridade científica da espécie é Otto, tendo sido descrita no ano de 1820.
Trata-se de uma espécie presente no território português, incluindo a sua zona económica exclusiva.